# 伍德斯托克 (緬因州)
伍德斯托克（英語：Woodstock）是一個位於美國緬因州牛津縣的鎮。

## 人口
根據2020年美國人口普查的數據，伍德斯托克的面積為121.42平方千米，當中陸地面積為118.36平方千米，而水域面積為3.06平方千米。當地共有人口1352人，而人口密度為每平方千米11人。